# Gaurax tibiella
Gaurax tibiella är en tvåvingeart som först beskrevs av Becker 1911.  Gaurax tibiella ingår i släktet Gaurax och familjen fritflugor. Inga underarter finns listade i Catalogue of Life.